# Shin’ai
Shin’ai (jap. 深愛) – dziewiętnasty singel japońskiej piosenkarki Nany Mizuki, wydany 21 stycznia 2009.
Utwór tytułowy wykorzystano jako opening anime WHITE ALBUM, utworu PRIDE OF GLORY użyto w styczniowym zakończeniu radio show Radio De Culture, a utwór Gozen rei-ji no Baby Doll (jap. 午前0時のBaby Doll) został użyty w programie radiowym GOLD RUSH ★Nana Mizuki's M world★ (jap. GOLD RUSH ★水樹奈々のＭの世界★). Singel osiągnął 2 pozycję w rankingu Oricon i pozostał na liście przez 18 tygodni, sprzedał się w nakładzie 62 889 egzemplarzy.

## Lista utworów
| Nr | Tytuł                                                 | Słowa       | Kompozycja        | Aranżacja      | Czas |
| -- | ----------------------------------------------------- | ----------- | ----------------- | -------------- | ---- |
| 1. | "Shin’ai" (jap. 深愛)                                 | Nana Mizuki | Noriyasu Agematsu | Hitoshi Fujima | 4:53 |
| 2. | "PRIDE OF GLORY"                                      | Hibiki      | Miki Watabe       | Miki Watabe    | 4:38 |
| 3. | "Gozen rei-ji no Baby Doll" (jap. 午前0時のBaby Doll) | SAYURI      | Yōhei Sugita      | nishi-ken      | 4:20 |